# Pertabas
Pertabas is een bestuurslaag in het regentschap Aceh Singkil van de provincie Atjeh, Indonesië. Pertabas telt 379 inwoners (volkstelling 2010).